# Gioco dannato
Gioco dannato (The Damnation Game) è un romanzo horror dello scrittore inglese Clive Barker, il primo scritto e pubblicato dall’autore. Esso è incentrato sul rapporto tra un misterioso individuo dai poteri sovrannaturali noto come Mamoulian e il milionario Joseph Whitehead. Il protagonista è l’ex-galeotto Marty Strauss, che viene suo malgrado coinvolto nella vicenda.

## Trama
La trama parte dalla Varsavia devastata dalla seconda guerra mondiale, pochi mesi dopo la liberazione da parte dell’Armata rossa. Un ladro si aggira per le macerie vivendo di espedienti e viene a conoscenza della presenza in città di un misterioso individuo che ha la fama di non aver mai perso una partita al gioco. Dopo una lunga ricerca il ladro riesce a trovare il giocatore, di nome Mamoulian, e inizia una partita a carte con lui.
Al giorno d’oggi (la data non è specificata dall’autore, probabilmente nei primi anni ’80) il giocatore d’azzardo Marty Strauss sta scontando la sua pena in carcere. Un giorno un certo Mr. Toy si presenta in prigione e gli propone la libertà condizionata e un lavoro di guardia del corpo del milionario Joseph Whitehead. Strauss accetta e si imbarca in una violenta battaglia senza esclusione di colpi tra il milionario (che si scopre essere il misterioso ladro del prologo) e Mamoulian, battaglia le cui ragioni sono spiegate con il procedere della storia.

## Critica
Il romanzo è considerato dalla critica uno dei migliori dell’autore. In particolare S.T. Joshi, uno dei più autorevoli critici del panorama horror e weird, ha descritto il romanzo come “strutturalmente perfetto, ricco nella caratterizzazione, e nello stesso tempo capace di evocare orrore, soggezione e paura”.

## Edizioni italiane
- Clive Barker, Gioco dannato, traduzione di Paola Formenti, Pandora 399, Milano, Sperling&Kupfer, 1988,  p. 374, ISBN 88-200-0790-8.
- Clive Barker, Gioco dannato, traduzione di Paola Formenti, Superbestseller 134, Milano, Sperling Paperback, 1991,  p. 374, ISBN 88-782-4142-3.